# Staurozoa
Staurozoa, tudi pecljati klobučnjaki, so razred ožigalkarjev, ki zajema samo en red klobučnjakov, tj. Stauromedusae. Nekdaj je red spadal v razred klobučnjakov (Scyphozoa), vendar so nedavne morfološke in molekularne raziskave pokazale, da je treba omenjene razvrstiti v samostojen razred. Trenutno je znanih nekaj več kot 50 vrst.
So razmeroma majhni ožigalkarji: odrasli osebki merijo v dolžino povprečno manj od 5 cm, najmanjši merijo le nekaj milimetrov, večje osebke, ki zrastejo tudi do 15 cm, pa najdemo na severni polobli v globokih predelih. Posebnost pecljatih klobučnjakov je, da se v življenjskem krogu ne izmenjata pritrjena polipna oblika ter prosto plavajoča meduzina oblika, pač pa ostane meduzina oblika pritrjena preko peclja na tršo podlago, kot je npr. alga. Ličinka ni prosto plavajoča, temveč se plazi po trdi podlagi, dokler ne najde ustreznega mesta za pritrditev.
Premika se izjemoma preko peclja ali pa prekine stik med pecljem in klobukom ter se premika s pomočjo lovk, pri čemer dela »salte« (t. i. saltatorno premikanje). Klobuk je oblikovan kot kelih, iz katerega izhaja navadno 8 lovk oz. 4 lovke, ki se cepijo na 2 manjši lovki, na koncu katerih so drevesasto oblikovane manjše vejice. Pecljate klobučnjake dostikrat težko opazimo, saj so obarvani v kamuflažne barve, zaradi česar se dobro zlijejo z okolico.
Povečini bivajo na hladnejših območjih v litoralnih in priobalnih oz. bibavičnih pasovih, najdemo pa jih tudi v globokih predelih vse do hidrotermalnih vrelcev na toplejših in celo tropskih območjih. O sami ekologiji in biologiji je dejansko znanega le malo. Do sedaj so bili opaženi le mesojedi osebki, ki se prehranjujejo z majhnimi ribami, raki in mnogoščetinci, sami pa so plen večjih rib in gološkrgarjev (Nudibranchia).

## Galerija
- Haliclystus antarcticus
- Haliclystus stejnegeri
- Lipkea stephensoni
- Depastromorpha africana
- Haliclystus octoradiatus